# اندیس آنومالی رود الند
آنومالی رود الند یک اندیس فلزی است که در حوالی شهر دیزج استان آذربایجان غربی قرار دارد و مادهٔ معدنی موجود در آن، طلا است.سنگ میزبان این اندیس گدازه‌های بالشتی بازالتی، دایکهای دیابازی و سکانس افیولیتی است  در این اندیس، پاراژنز‌های سینابر، گالن، سروزیت، باریت، مگنتیت، هماتیت و لیمونیت یافت می‌شوند.